# Elvis Presley-diszkográfia
Elvis Presley diszkográfiájának első darabja az 1954. július 19-én megjelent első kereskedelmi forgalomba került kislemeze. Utolsó felvételei az 1978 februárjában megjelent Elvis in Concert koncertalbum, és két kislemez: a My Way (az Elvis in Concert című koncertalbumról) és az Unchained Melody. Bár Presley halála után jelentek meg, nem számítanak posztumusz kiadványnak, mivel Presley maga is részt vett az előkészületekben. Kivételt képez a híres tíz korongos Legend box, mely kizárólagos német kiadásban mindössze ezer példányra kapott jogengedélyt. Minden más kiadás replika, és nem képvisel gyűjtői értéket.
Minden egyéb megjelenés a posztumusz szakaszokban szerepel, és nyilvánvalóan minden CD és díszdobozos kiadvány Presley halála után jelent meg. Az újrakiadásokat nem számítva 1954 és 1978 között az Amerikában megjelent Presley-felvételek 102 kislemezt, 30 középlemezt (EP), az RCA kiadásában 70 nagylemezt, a diszkontáras kiadványokat terjesztő Pickwick kiadásában 4 nagylemezt, és a Sun Records kiadásában 5 kislemezt számlál.

## RIAA minősítések és eladási adatok
Az Amerikai Hanglemezgyártók Szövetsége (RIAA) először 1958-ban kezdte mérni Elvis Presley lemezeladásait, aki egészen 1958-ig nem produkált aranylemezt. 1992 augusztusában már 110 arany-, platina- és multiplatinalemezzel díjazták albumaiért és kislemezeiért, ami a legnagyobb számú arany és platina minősítés a világon. A 2011 augusztusi adatok alapján Elvis munkásságát 90 arany-, 52 platina-, és 25 multiplatina minősítéssel díjazta a Szövetség.
A RIAA adatai alapján csak az Egyesült Államokban 134,5 millió lemezt adott el, ami a legtöbb lemezt eladó szólóelőadóvá tette Presleyt Amerikában, összesítésben pedig a The Beatles mögött a második. Kiadója, az RCA, becslései alapján Presley minden idők legsikeresebb szólóénekese több mint 1 milliárd lemezzel világszerte az összes formátumot tekintve (az USA-ban egyedül 600 millió eladott példánnyal).

## Albumok

### Stúdióalbumok
| Elvis Presley | - Megjelenés: 1956. március 23. - Kiadó: RCA - Formátum: LP | 1  | —  | —  | 20 | — | —  | 1  | - RIAA: platina                     |
| Elvis | - Megjelenés: 1956. október - Kiadó: RCA - Formátum: LP     | 1  | —  | —  | —  | — | —  | 3  | - RIAA: platina                     |
| Elvis' Christmas Album                                                                                               | - Megjelenés: 1957. november - Kiadó: RCA - Formátum: LP    | 1  | —  | —  | —  | — | —  | 2  | - RIAA: 3× platina - MC: platina    |
| Elvis Is Back! | - Megjelenés: 1960. április - Kiadó: RCA - Formátum: LP     | 2  | —  | —  | —  | — | —  | 1  | - RIAA: arany                       |
| His Hand in Mine | - Megjelenés: 1960. december - Kiadó: RCA - Formátum: LP    | 13 | —  | —  | —  | — | —  | 3  | - RIAA: platina                     |
| Something for Everybody                                                                                              | - Megjelenés: 1961. június - Kiadó: RCA - Formátum: LP      | 1  | —  | —  | —  | — | —  | 2  | - RIAA: arany                       |
| Pot Luck | - Megjelenés: 1962. június - Kiadó: RCA - Formátum: LP      | 4  | —  | —  | —  | — | —  | 1  |                                     |
| How Great Thou Art                                                                                                   | - Megjelenés: 1967. március - Kiadó: RCA - Formátum: LP     | 18 | —  | —  | 20 | — | —  | 11 | - RIAA: 3× platina                  |
| From Elvis in Memphis                                                                                                | - Megjelenés: 1969. május - Kiadó: RCA - Formátum: LP       | 13 | 10 | —  | 1  | — | —  | 1  | - RIAA: arany                       |
| From Memphis to Vegas/From Vegas to Memphis                                                                          | - Megjelenés: 1969. november - Kiadó: RCA - Formátum: LP    | 12 | 5  | 10 | 20 | — | —  | 3  | - RIAA: arany                       |
| Elvis Country (I'm 10,000 Years Old)                                                                                 | - Megjelenés: 1971. január - Kiadó: RCA - Formátum: LP      | 12 | 15 | —  | —  | — | —  | 6  | - RIAA: arany                       |
| Love Letters from Elvis                                                                                              | - Megjelenés: 1971. június 16. - Kiadó: RCA - Formátum: LP  | 33 | 17 | —  | —  | — | —  | 7  |                                     |
| Elvis Sings The Wonderful World of Christmas                                                                         | - Megjelenés: 1971. október - Kiadó: RCA - Formátum: LP     | —  | —  | —  | —  | — | —  | —  | - RIAA: 3× platina                  |
| Elvis Now | - Megjelenés: 1972. január - Kiadó: RCA - Formátum: LP      | 43 | 29 | —  | —  | — | —  | 12 | - RIAA: arany                       |
| He Touched Me | - Megjelenés: 1972. március - Kiadó: RCA - Formátum: LP     | 79 | —  | —  | —  | — | —  | 38 | - RIAA: platina                     |
| Elvis | - Megjelenés: 1973. július - Kiadó: RCA - Formátum: LP      | 52 | 76 | —  | —  | — | —  | 16 | - RIAA: 5× platina                  |
| Raised on Rock/For Ol' Times Sake                                                                                    | - Megjelenés: 1973. október - Kiadó: RCA - Formátum: LP     | 50 | 48 | —  | —  | — | —  | —  |                                     |
| Good Times | - Megjelenés: 1973. március - Kiadó: RCA - Formátum: LP     | 90 | —  | —  | —  | — | —  | 42 |                                     |
| Promised Land | - Megjelenés: 1975. január - Kiadó: RCA - Formátum: LP      | 47 | 84 | —  | —  | — | —  | 21 |                                     |
| Today | - Megjelenés: 1975 - Kiadó: RCA - Formátum: LP              | 57 | —  | —  | 11 | — | —  | 48 |                                     |
| From Elvis Presley Boulevard, Memphis, Tennessee                                                                     | - Megjelenés: 1976. május - Kiadó: RCA - Formátum: LP       | 41 | 50 | —  | —  | — | 34 | 29 | - RIAA: arany                       |
| Moody Blue | - Megjelenés: 1977. július - Kiadó: RCA - Formátum: LP      | 3  | 2  | 3  | 3  | 1 | 46 | 3  | - RIAA: 2× platina - MC: 2× platina |
| A "—" jel azt jelenti, hogy az adott kiadvány vagy nem került fel a listára, vagy meg sem jelent abban az országban. |                                                             |    |    |    |    |   |    |    |                                     |

### Filmzene albumok
| Loving You | - Megjelenés: 1957. július - Kiadó: RCA - Formátum: CD, CS, LP    | 1  | —  | —  | - RIAA: arany                  |
| King Creole | - Megjelenés: 1958. augusztus - Kiadó: RCA - Formátum: CD, CS, LP | 2  | —  | 4  | - RIAA: arany                  |
| G.I. Blues | - Megjelenés: 1960. október - Kiadó: RCA - Formátum: CD, CS, LP   | 1  | —  | 1  | - RIAA: platina                |
| Blue Hawaii | - Megjelenés: 1961. október - Kiadó: RCA - Formátum: CD, CS, LP   | 1  | —  | 1  | - RIAA: 3× platina - MC: arany |
| It Happened at the World's Fair                                                                                      | - Megjelenés: 1963. április - Kiadó: RCA - Formátum: CD, LP       | 4  | —  | 4  |                                |
| Girls! Girls! Girls!                                                                                                 | - Megjelenés: 1963. november - Kiadó: RCA - Formátum: LP          | 3  | —  | 2  | - RIAA: arany                  |
| Fun in Acapulco | - Megjelenés: - Kiadó: - Formátum:                                | 3  | —  | 9  |                                |
| Kissin' Cousins | - Megjelenés: - Kiadó: - Formátum:                                | 6  | —  | 5  |                                |
| Roustabout | - Megjelenés: - Kiadó: - Formátum:                                | 1  | —  | 12 | - RIAA: arany                  |
| Girl Happy | - Megjelenés: - Kiadó: - Formátum:                                | 8  | —  | 8  | - RIAA: arany                  |
| Harum Scarum | - Megjelenés: - Kiadó: - Formátum:                                | 8  | —  | 11 |                                |
| Frankie and Johnny                                                                                                   | - Megjelenés: - Kiadó: - Formátum:                                | 20 | —  | 11 |                                |
| Paradise, Hawaiian Style                                                                                             | - Megjelenés: - Kiadó: - Formátum:                                | 15 | —  | 7  |                                |
| Spinout | - Megjelenés: - Kiadó: - Formátum:                                | 18 | —  | 17 |                                |
| Double Trouble | - Megjelenés: - Kiadó: - Formátum:                                | 47 | —  | 34 |                                |
| Clambake | - Megjelenés: 1967. október 10. - Kiadó: RCA - Formátum: LP       | 40 | —  | 39 |                                |
| Speedway | - Megjelenés: - Kiadó: - Formátum:                                | 82 | —  | —  |                                |
| Elvis ('68 Comeback Special)                                                                                         | - Megjelenés: - Kiadó: - Formátum:                                | 8  | 4  | 2  | - RIAA: platina                |
| That's the Way It Is                                                                                                 | - Megjelenés: - Kiadó: - Formátum:                                | 21 | 22 | 12 | - RIAA: arany                  |
| Viva Elvis | - Megjelenés: - Kiadó: - Formátum:                                | 48 | —  | 19 |                                |
| A "—" jel azt jelenti, hogy az adott kiadvány vagy nem került fel a listára, vagy meg sem jelent abban az országban. |                                                                   |    |    |    |                                |

### Koncertalbumok
| Év | Album | Legjobb listás helyezések | Legjobb listás helyezések | Legjobb listás helyezések | Legjobb listás helyezések | Minősítések                    |
| Év | Album | US Count.                 | US                        | CAN                       | UK                        | Minősítések                    |
| --- | --- | ------------------------- | ------------------------- | ------------------------- | ------------------------- | ------------------------------ |
| 1969 | In Person at the International Hotel ( a From Memphis to Vegas/From Vegas to Memphis duplalemezes album első lemeze) | 5                         | 12                        | 5                         | 3                         | US: arany                      |
| 1970 | On Stage: February 1970                                                                                              | 13                        | 13                        | 6                         | 2                         | US: platina                    |
| 1972 | Elvis: As Recorded At Madison Square Garden                                                                          | 22                        | 11                        | 9                         | 3                         | US: 3× platina                 |
| 1973 | Aloha From Hawaii: Via Satellite                                                                                     | 1                         | 1                         | 1                         | 1                         | US: 5× platina CAN: 2× platina |
| 1974 | Elvis: Recorded Live On Stage In Memphis                                                                             | 2                         | 33                        | 27                        | 44                        | US: arany                      |
| 1977 | Elvis in Concert | 1                         | 5                         | 4                         | 13                        | US: 3× platina CAN: 2× platina |
| A "—" jel azt jelenti, hogy az adott kiadvány vagy nem került fel a listára, vagy nem kapott semmilyen minősítést. | |                           |                           |                           |                           |                                |

### Spoken Word
| Cím                            | Album információk                                       | Legjobb listás helyezések |
| Cím                            | Album információk                                       | US                        |
| ------------------------------ | ------------------------------------------------------- | ------------------------- |
| Having Fun With Elvis On Stage | - Megjelenés: 1974. október - Kiadó: RCA - Formátum: LP | 130                       |

### Válogatások
| Év | Album                                                              | Legjobb listás helyezések | Legjobb listás helyezések | Legjobb listás helyezések | Legjobb listás helyezések | Minősítések                 |
| Év | Album                                                              | US Count.                 | US                        | CAN                       | UK                        | Minősítések                 |
| --- | ------------------------------------------------------------------ | ------------------------- | ------------------------- | ------------------------- | ------------------------- | --------------------------- |
| 1958 | Elvis' Golden Records                                              | —                         | 3                         | —                         | 3                         | US: 6× platina CAN: platina |
| 1959 | For LP Fans Only                                                   | —                         | 19                        | —                         | —                         |                             |
| 1959 | A Date with Elvis                                                  | —                         | 32                        | —                         | 4                         |                             |
| 1959 | Elvis' Gold Records Volume 2: 50,000,000 Elvis Fans Can't Be Wrong | —                         | 31                        | —                         | 4                         | US: platina                 |
| 1963 | Elvis' Golden Records Volume 3                                     | —                         | 3                         | 79                        | 6                         | US: platina                 |
| 1965 | Elvis for Everyone                                                 | —                         | 10                        | —                         | 8                         |                             |
| 1968 | Elvis' Gold Records Volume 4                                       | —                         | 33                        | —                         | —                         | US: arany                   |
| 1974 | Elvis: A Legendary Performer Volume 1                              | 1                         | 43                        | 48                        | 20                        | US: 2× platina              |
| 1974 | Elvis' 40 Greatest Hits                                            | —                         | —                         | —                         | 1                         |                             |
| 1976 | Elvis: A Legendary Performer Volume 2                              | 9                         | 46                        | 35                        | —                         | US: 2× platina              |
| 1976 | The Sun Sessions                                                   | 2                         | 76                        | —                         | 16                        |                             |
| 1976 | Blue Christmas                                                     | —                         | —                         | 93                        | —                         | US: platina CAN: 3× platina |
| 1977 | Welcome to My World                                                | 4                         | 44                        | 26                        | 7                         | US: platina                 |
| A "—" jel azt jelenti, hogy az adott kiadvány vagy nem került fel a listára, vagy nem kapott semmilyen minősítést. |                                                                    |                           |                           |                           |                           |                             |

### Diszkont áras kiadványok
| Év | Album                                                    | Legjobb listás helyezések | Legjobb listás helyezések | Legjobb listás helyezések | Legjobb listás helyezések | Minősítések               |
| Év | Album                                                    | US Count.                 | US                        | CAN                       | UK                        | Minősítések               |
| --- | -------------------------------------------------------- | ------------------------- | ------------------------- | ------------------------- | ------------------------- | ------------------------- |
| 1969 | Elvis Sings Flaming Star                                 | —                         | 96                        | —                         | 2                         | US: platina               |
| 1970 | Let's Be Friends                                         | —                         | 105                       | —                         | —                         | US: platina               |
| 1970 | Worldwide 50 Gold Award Hits Vol. 1                      | 25                        | 45                        | 33                        | —                         | US: 2× platina            |
| 1970 | Almost in Love                                           | —                         | 65                        | 46                        | 38                        | US: platina               |
| 1970 | Elvis' Christmas Album                                   | —                         | —                         | —                         | —                         | US: 10× platina           |
| 1971 | You'll Never Walk Alone                                  | —                         | 69                        | 47                        | 20                        | US: 3× platina            |
| 1971 | C'mon Everybody                                          | —                         | 70                        | 70                        | 5                         | US: arany                 |
| 1971 | The Other Sides - Elvis Worldwide Gold Award Hits Vol. 2 | —                         | 120                       | —                         | —                         | US: arany                 |
| 1971 | I Got Lucky                                              | —                         | 104                       | —                         | 26                        | US: platina               |
| 1972 | Elvis Sings Hits from His Movies, Volume 1               | —                         | 87                        | —                         | —                         | US: platina               |
| 1972 | Burning Love and Hits From His Movies, Volume 2          | 10                        | 22                        | —                         | —                         | US: 2× platina            |
| 1973 | Separate Ways                                            | 12                        | 46                        | —                         | —                         | US: platina               |
| 1975 | Pure Gold                                                | 5                         | —                         | —                         | —                         | US: 2× platina CAN: arany |
| 1975 | Double Dynamite                                          | —                         | —                         | —                         | —                         | US: platina               |
| 1976 | Frankie & Johnny                                         | —                         | —                         | —                         | —                         | US: platina               |
| A "—" jel azt jelenti, hogy az adott kiadvány vagy nem került fel a listára, vagy nem kapott semmilyen minősítést. |                                                          |                           |                           |                           |                           |                           |

### EP-k
| Év | Album                       | Legjobb listás helyezések | Legjobb listás helyezések | Legjobb listás helyezések | Certifications |
| Év | Album                       | US EP                     | US Hot                    | US 200                    | RIAA           |
| --- | --------------------------- | ------------------------- | ------------------------- | ------------------------- | -------------- |
| 1956 | Elvis Presley               | —                         | 24                        | —                         | arany          |
| 1956 | Elvis Presley               | —                         | —                         | —                         | —              |
| 1956 | Heartbreak Hotel            | 5                         | 76                        | —                         | arany          |
| 1956 | Elvis Presley               | 6                         | 55                        | —                         | arany          |
| 1956 | The Real Elvis              | —                         | —                         | —                         | platina        |
| 1956 | Anyway You Want Me          | —                         | 74                        | —                         | —              |
| 1956 | Elvis Vol. 1                | 4                         | —                         | —                         | 2× platina     |
| 1956 | Love Me Tender              | 10                        | 35                        | 22                        | platina        |
| 1956 | Elvis Vol. 2                | —                         | 47                        | —                         | arany          |
| 1957 | Strictly Elvis              | —                         | —                         | —                         | —              |
| 1957 | Peace in the Valley         | 3                         | 39                        | 3                         | platina        |
| 1957 | Loving You, Vol. I          | 1                         | —                         | —                         | arany          |
| 1957 | Loving You, Vol. II         | 4                         | —                         | 18                        | platina        |
| 1957 | Just for You                | 2                         | —                         | —                         | platina        |
| 1957 | Elvis Sings Christmas Songs | 2                         | —                         | —                         | platina        |
| 1957 | Jailhouse Rock              | 1                         | —                         | —                         | 2× platina     |
| 1958 | King Creole Vol. 1          | 1                         | —                         | —                         | platina        |
| 1958 | King Creole Vol. 2          | 1                         | —                         | —                         | platina        |
| 1958 | Christmas with Elvis        | —                         | —                         | —                         | —              |
| 1958 | Elvis Sails                 | 2                         | —                         | —                         | —              |
| 1959 | A Touch of Gold Vol. 1      | —                         | —                         | —                         | —              |
| 1959 | A Touch of Gold Vol. 2      | —                         | —                         | —                         | —              |
| 1960 | A Touch of Gold Vol. 3      | —                         | —                         | —                         | —              |
| 1961 | Elvis by Request            | —                         | 14                        | —                         | —              |
| 1962 | Follow That Dream           | 5                         | 15                        | —                         | platina        |
| 1962 | Kid Galahad                 | —                         | 15                        | —                         | —              |
| 1964 | Viva Las Vegas              | —                         | 92                        | —                         | —              |
| 1965 | Tickle Me                   | —                         | 70                        | —                         | —              |
| 1967 | Easy Come, Easy Go          | —                         | —                         | —                         | —              |
| A "—" jel azt jelenti, hogy az adott kiadvány vagy nem került fel a listára, vagy nem kapott semmilyen minősítést. |                             |                           |                           |                           |                |

### Díszdobozos kiadványok
| Év | Album                                                 | Legjobb listás helyezések | Legjobb listás helyezések | Legjobb listás helyezések | Legjobb listás helyezések | Minősítések                 |
| Év | Album                                                 | US Count.                 | US                        | CAN                       | UK                        | Minősítések                 |
| --- | ----------------------------------------------------- | ------------------------- | ------------------------- | ------------------------- | ------------------------- | --------------------------- |
| 1980 | Elvis Aaron Presley                                   | 8                         | 27                        | 2                         | 21                        | US: platina                 |
| 1984 | A Golden Celebration                                  | 55                        | 80                        | —                         | —                         |                             |
| 1992 | The King of Rock 'n' Roll: The Complete 50's Masters  | —                         | 159                       | —                         | —                         | US: 2× platina CAN: platina |
| 1993 | From Nashville to Memphis: The Essential 60's Masters | —                         | —                         | —                         | —                         | US: platina CAN: arany      |
| 1995 | Walk a Mile in My Shoes: The Essential 70's Masters   | —                         | —                         | —                         | —                         | US: arany                   |
| 1997 | platina: A Life in Music                              | —                         | 80                        | —                         | —                         | US: arany                   |
| 1999 | Artist of the Century                                 | —                         | 163                       | —                         | —                         |                             |
| 2000 | Peace in the Valley: The Complete Gospel Recordings   | —                         | —                         | —                         | —                         |                             |
| 2000 | Legendary                                             | —                         | —                         | —                         | —                         |                             |
| 2001 | Live in Las Vegas                                     | —                         | —                         | —                         | —                         |                             |
| 2002 | Today Tomorrow and Forever                            | 21                        | 180                       | —                         | —                         |                             |
| 2003 | Elvis: Close Up                                       | 41                        | —                         | —                         | —                         |                             |
| 2005 | Elvis 18 UK Number 1's                                | —                         | —                         | —                         | —                         |                             |
| 2007 | Elvis The King                                        | —                         | —                         | —                         | 1                         | AUS: platina                |
| 2008 | The Complete '68 Comeback Special                     | —                         | —                         | —                         | —                         |                             |
| 2009 | I Believe: The Gospel Masters                         | 54                        | —                         | —                         | —                         |                             |
| 2009 | Elvis 75 - Good Rockin' Tonight                       | —                         | 43                        | —                         | 8                         |                             |
| 2010 | The Complete Elvis Presley Masters                    | —                         | —                         | —                         | —                         |                             |
| 2011 | Young Man with the Big Beat                           | 72                        | —                         | —                         | —                         |                             |
| A "—" jel azt jelenti, hogy az adott kiadvány vagy nem került fel a listára, vagy nem kapott semmilyen minősítést. |                                                       |                           |                           |                           |                           |                             |

### Posztumusz válogatások
| Év | Album                                               | Legjobb listás helyezések | Legjobb listás helyezések | Legjobb listás helyezések | Legjobb listás helyezések | Legjobb listás helyezések | Minősítések                    |
| Év | Album                                               | US Count.                 | US                        | CA Count.                 | CAN                       | UK                        | Minősítések                    |
| --- | --------------------------------------------------- | ------------------------- | ------------------------- | ------------------------- | ------------------------- | ------------------------- | ------------------------------ |
| 1978 | He Walks Beside Me                                  | 6                         | 113                       | —                         | —                         | 37                        | US: arany                      |
| 1978 | Mahalo from Elvis                                   | —                         | —                         | —                         | —                         | —                         | US: arany                      |
| 1978 | Elvis: A Canadian Tribute                           | 7                         | 86                        | 1                         | 1                         | —                         | CAN:2× platina                 |
| 1978 | Elvis Sings For Children and Grownups Too           | 5                         | 130                       | 1                         | —                         | —                         | US: arany                      |
| 1979 | Our Memories of Elvis                               | 6                         | 132                       | 1                         | —                         | 72                        | US: arany                      |
| 1979 | Our Memories of Elvis Volume 2                      | 12                        | 157                       | —                         | —                         | —                         |                                |
| 1979 | Elvis: A Legendary Performer Volume 3               | 10                        | 113                       | —                         | —                         | 43                        | US: arany CAN: arany           |
| 1981 | Guitar Man (remix)                                  | 6                         | 49                        | 5                         | —                         | 33                        |                                |
| 1981 | This Is Elvis                                       | —                         | 115                       | —                         | —                         | 47                        | US: arany                      |
| 1981 | Greatest Hits Volume 1                              | 47                        | 142                       | —                         | —                         | —                         |                                |
| 1982 | The Elvis Medley                                    | 29                        | 133                       | —                         | —                         | —                         |                                |
| 1982 | Memories of Christmas                               | 48                        | —                         | —                         | —                         | —                         | US: arany                      |
| 1983 | I Was the One                                       | 35                        | 183                       | —                         | —                         | 83                        |                                |
| 1983 | Elvis: A Legendary Performer Volume 4               | —                         | 202                       | —                         | —                         | 91                        |                                |
| 1984 | Elvis: The First Live Recordings                    | —                         | 163                       | —                         | —                         | 69                        |                                |
| 1984 | Elvis: The Hillbilly Cat                            | —                         | —                         | —                         | —                         | —                         |                                |
| 1984 | Elvis' Gold Records Volume 5                        | —                         | 207                       | —                         | —                         | —                         | US: arany                      |
| 1985 | A Valentine Gift for You                            | —                         | —                         | —                         | —                         | —                         |                                |
| 1985 | Reconsider Baby                                     | —                         | 208                       | —                         | —                         | 92                        |                                |
| 1987 | The Number One Hits                                 | —                         | 143                       | —                         | —                         | —                         | US: 3× platina CAN: arany      |
| 1987 | The Top Ten Hits                                    | —                         | 117                       | —                         | —                         | —                         | US: 4× platina                 |
| 1987 | The Complete Sun Sessions                           | —                         | —                         | —                         | —                         | —                         | US: arany                      |
| 1987 | Love Me Tender                                      | —                         | —                         | —                         | —                         | —                         | US: arany                      |
| 1988 | Essential Elvis                                     | —                         | —                         | —                         | —                         | —                         |                                |
| 1988 | Elvis in Nashville                                  | —                         | —                         | —                         | —                         | —                         |                                |
| 1989 | Elvis Presley Stereo '57 (Essential Elvis Vol. 2)   | —                         | —                         | —                         | —                         | 60                        |                                |
| 1990 | The Great Performances                              | —                         | —                         | —                         | —                         | 62                        |                                |
| 1991 | Hits Like Never Before (Essential Elvis Vol. 3)     | —                         | —                         | —                         | —                         | —                         |                                |
| 1991 | Elvis Presley Sings Leiber & Stoller                | —                         | —                         | —                         | —                         | —                         |                                |
| 1991 | Collector's arany                                   | —                         | —                         | —                         | —                         | 57                        |                                |
| 1991 | The Lost Album                                      | —                         | —                         | —                         | —                         | —                         |                                |
| 1992 | Blue Christmas                                      | —                         | —                         | —                         | —                         | —                         | US: platina                    |
| 1994 | If Everyday Was Like Christmas                      | —                         | —                         | —                         | —                         | —                         | US: platina                    |
| 1994 | Amazing Grace: His Greatest Sacred Performances     | —                         | —                         | —                         | —                         | —                         | US: 2× platina                 |
| 1995 | Heart and Soul                                      | 61                        | —                         | —                         | —                         | —                         | US: arany                      |
| 1995 | Command Performances: The Essential 60's Masters II | —                         | —                         | —                         | —                         | —                         |                                |
| 1995 | The Essential Collection                            | —                         | —                         | —                         | 43                        | —                         | CAN: arany                     |
| 1996 | Elvis 56                                            | —                         | —                         | —                         | —                         | 42                        |                                |
| 1996 | Heartbreak Hotel (CD single)                        | —                         | —                         | —                         | —                         | —                         |                                |
| 1996 | A Hundred Years from Now (Essential Elvis Vol. 4)   | —                         | —                         | —                         | —                         | —                         |                                |
| 1996 | Great Country Songs                                 | 73                        | —                         | —                         | —                         | —                         |                                |
| 1997 | An Afternoon in the Garden                          | —                         | 85                        | —                         | —                         | —                         |                                |
| 1997 | Greatest Jukebox Hits                               | 75                        | —                         | —                         | —                         | —                         |                                |
| 1998 | Love Songs                                          | —                         | —                         | —                         | —                         | —                         |                                |
| 1998 | Rhythm and Country (Essential Elvis Vol. 5)         | 57                        | —                         | —                         | —                         | —                         |                                |
| 1998 | Tiger Man                                           | —                         | —                         | —                         | —                         | —                         |                                |
| 1998 | Memories The '68 Comeback Special                   | —                         | 57                        | —                         | —                         | —                         |                                |
| 1999 | Sunrise                                             | —                         | —                         | —                         | —                         | —                         |                                |
| 1999 | Suspicious Minds                                    | —                         | —                         | —                         | —                         | —                         |                                |
| 1999 | Tomorrow Is a Long Time                             | —                         | —                         | —                         | —                         | —                         |                                |
| 1999 | Burning Love                                        | —                         | —                         | —                         | —                         | —                         |                                |
| 1999 | It's Christmas Time                                 | —                         | 60                        | —                         | —                         | —                         | US: 3× platina                 |
| 2000 | Such a Night (Essential Elvis Vol. 6)               | —                         | —                         | —                         | —                         | —                         |                                |
| 2000 | That's the Way It Is (Special Edition)              | —                         | —                         | —                         | —                         | —                         |                                |
| 2000 | The Elvis Presley Collection - Country              | 19                        | 159                       | —                         | —                         | —                         |                                |
| 2000 | White Christmas                                     | —                         | —                         | —                         | —                         | —                         |                                |
| 2001 | Country Side of Elvis                               | 51                        | —                         | —                         | —                         | —                         |                                |
| 2002 | ELV1S                                               | 1                         | 1                         | —                         | 1                         | 1                         | US: 5× platina CAN: 5× platina |
| 2003 | 2nd to None                                         | —                         | 3                         | —                         | 3                         | 4                         | US: platina AUS: arany         |
| 2003 | Christmas Peace                                     | 30                        | 175                       | —                         | —                         | 41                        |                                |
| 2004 | Ultimate Gospel                                     | 30                        | —                         | —                         | —                         | —                         | US: arany                      |
| 2004 | Elvis at Sun                                        | 37                        | —                         | —                         | —                         | —                         |                                |
| 2005 | Love, Elvis                                         | —                         | 120                       | —                         | —                         | 8                         |                                |
| 2005 | Elvis by the Presleys                               | —                         | 15                        | —                         | —                         | 13                        |                                |
| 2005 | Hitstory                                            | 47                        | —                         | —                         | —                         | 31                        | AUS: arany                     |
| 2006 | #1 Singles                                          | 62                        | —                         | —                         | —                         | —                         |                                |
| 2006 | The Complete Million Dollar Quartet                 | —                         | —                         | —                         | —                         | —                         |                                |
| 2006 | Elvis Christmas                                     | 14                        | 68                        | —                         | —                         | —                         | US: arany                      |
| 2007 | The Essential Elvis Presley                         | —                         | 72                        | —                         | —                         | —                         | US: arany                      |
| 2007 | Viva Las Vegas                                      | —                         | 54                        | —                         | —                         | —                         |                                |
| 2007 | Introducing Elvis                                   | —                         | —                         | —                         | 2                         | —                         |                                |
| 2007 | Home for the Holidays                               | —                         | 81                        | —                         | —                         | —                         |                                |
| 2007 | The Very Best of Love                               | —                         | 181                       | —                         | —                         | —                         | US: arany                      |
| 2008 | Playlist: The Very Best of Elvis Presley            | —                         | 188                       | —                         | —                         | —                         |                                |
| 2008 | Christmas Duets                                     | 3                         | 17                        | —                         | 6                         | —                         | CAN: platina                   |
| 2008 | Collector's Edition: Elvis Inspirational Memories   | 51                        | —                         | —                         | —                         | —                         |                                |
| 2008 | Boy from Tupelo                                     | —                         | 92                        | —                         | —                         | —                         |                                |
| 2009 | The UK. Sun Sessions                                | —                         | —                         | —                         | —                         | —                         |                                |
| 2009 | Elvis: Love Me Tender - The Love Songs              | —                         | —                         | —                         | —                         | —                         |                                |
| 2010 | Elvis: Best of Love                                 | —                         | 200                       | —                         | —                         | —                         |                                |
| A "—" jel azt jelenti, hogy az adott kiadvány vagy nem került fel a listára, vagy nem kapott semmilyen minősítést. |                                                     |                           |                           |                           |                           |                           |                                |

## A Follow That Dream Records kiadványai
A Follow That Dream kiadó a Sony-BMG hivatalos Elvis Presley gyűjteménykiadójaként jött létre 1999-ben, hogy kiszolgálja az elkötelezett Elvis-gyűjtők igényeit, és hogy kiegészítse az RCA nagyközönségnek szánt kollekcióját olyan kiadványokkal, melyek csak a fanatikus gyűjtők számára lehetnek érdekesek. Kezdve a csak keverőpulton rögzített mono koncertfelvételektől egészen a teljesen profi sztereó koncertfelvételekig, vagy a dalok alternatív változatait tartalmazó cédékig. A Classic Album sorozatban a hivatalos stúdióalbumokat adták ki újból bakeliten, és hozzá bónusz CD-n az adott nagylemez dalainak különböző alternatív változatait.
| Év   | Album                                   | Típus                      |
| ---- | --------------------------------------- | -------------------------- |
| 1999 | Burbank '68                             | Rehearsal                  |
| 1999 | Out in Hollywood                        | Studio Out-takes           |
| 2000 | In a Private Moment                     | Home Recordings            |
| 2000 | The Jungle Room Sessions                | Studio Out-takes           |
| 2000 | Long Lonely Highway                     | Studio Out-takes           |
| 2000 | Tucson '76                              | Soundboard Concert         |
| 2000 | Too Much Monkey Business                | Studio Out-takes           |
| 2001 | One Night in Vegas                      | Stereo Concert             |
| 2001 | 6363 Sunset Boulevard                   | Studio Out-takes           |
| 2001 | Easter Special                          | Studio Out-takes           |
| 2001 | Dixieland Rocks                         | Soundboard Concert         |
| 2001 | The Way It Was                          | Book with CD(s)            |
| 2001 | Memphis Sessions                        | Studio Outtakes            |
| 2001 | Silver Screen Stereo                    | Studio Outtakes            |
| 2002 | It's Midnight                           | Soundboard Concert         |
| 2002 | Fame and Fortune                        | Studio Outtakes            |
| 2002 | Spring Tours '77                        | Stereo Concert             |
| 2002 | The Nashville Marathon                  | Studio Outtakes            |
| 2002 | Dinner at Eight                         | Soundboard Concert         |
| 2003 | Elvis at the International              | Stereo Concert             |
| 2003 | New Year's Eve 1976                     | Audience Concert Recording |
| 2003 | Studio B Nashville Outtakes 1961-1964   | Studio Outtakes            |
| 2003 | Girl Happy                              | Movie Soundtrack           |
| 2003 | It Happened at the Worlds Fair          | Movie Soundtrack           |
| 2003 | Fun in Acapulco                         | Movie Soundtrack           |
| 2003 | Dragon Heart                            | Soundboard Concert         |
| 2003 | Takin' Tahoe Tonight                    | Soundboard Concert         |
| 2003 | Frankie and Johnny                      | Movie Soundtrack           |
| 2003 | Viva Las Vegas                          | Movie Soundtrack           |
| 2003 | Harum Scarum                            | Movie Soundtrack           |
| 2004 | So High: Nashville Outtakes 1966-1968   | Studio Outtakes            |
| 2004 | The Impossible Dream                    | Soundboard Concert         |
| 2004 | Elvis Recorded Live on Stage in Memphis | Classic Album              |
| 2004 | Flashback                               | Book with CD(s)            |
| 2004 | Spinout                                 | Movie Soundtrack           |
| 2004 | Polk Salad Annie                        | Stereo Concert             |
| 2004 | Paradise, Hawaiian Style                | Movie Soundtrack           |
| 2004 | Closing Night                           | Soundboard Concert         |
| 2004 | Double Trouble                          | Movie Soundtrack           |
| 2004 | Follow That Dream                       | Movie Soundtrack           |
| 2004 | Kid Galahad                             | Movie Soundtrack           |
| 2005 | On Tour - The Rehearsals                | Studio Outtakes            |
| 2005 | Rocking Across Texas                    | Book with CD(s)            |
| 2005 | Elvis Is Back!                          | Classic Album              |
| 2005 | Big Boss Man                            | Soundboard Concert         |
| 2005 | Elvis Today                             | Classic Album              |
| 2005 | All Shook Up                            | Stereo Concert             |
| 2005 | Tickle Me                               | Movie Soundtrack           |
| 2005 | Summer Festival                         | Soundboard Concert         |
| 2006 | Loving You                              | Movie Soundtrack           |
| 2006 | Southern Nights                         | Soundboard Concert         |
| 2006 | Something for Everybody                 | Classic Album              |
| 2006 | Made in Memphis                         | Studio Outtakes            |
| 2006 | Clambake                                | Movie Soundtrack           |
| 2006 | I Found My Thrill                       | Soundboard Concert         |
| 2006 | Elvis Presley                           | Classic Album              |
| 2006 | Let Yourself Go                         | Studio Outtakes            |
| 2006 | Writing for the King                    | Book with CD(s)            |
| 2006 | His Hand in Mine                        | Classic Album              |
| 2007 | Unchained Melody                        | Soundboard Concert         |
| 2007 | Live In L.A.                            | Book with CD(s)            |
| 2007 | An American Trilogy                     | Stereo Concert             |
| 2007 | 50 Million Elvis Fans Can't Be Wrong    | Classic Album              |
| 2007 | I Sing All Kinds                        | Studio Outtakes            |
| 2007 | Raised On Rock                          | Classic Album              |
| 2007 | Easy Come, Easy Go                      | Movie Soundtrack           |
| 2007 | Pot Luck                                | Classic Album              |
| 2007 | Girls! Girls! Girls!                    | Movie Soundtrack           |
| 2008 | Wild In The Country                     | Movie Soundtrack           |
| 2008 | Elvis: That's the Way It Is             | Classic Album              |
| 2008 | Elvis Sings Memphis, Tennessee          | Classic Album              |
| 2008 | America                                 | Soundboard Concert         |
| 2008 | Love Letters from Elvis                 | Classic Album              |
| 2008 | Nevada Nights                           | Soundboard Concert         |
| 2008 | Elvis Country                           | Classic Album              |
| 2008 | Elvis in Person                         | Classic Album              |
| 2008 | I'll Remember You                       | Soundboard Concert         |
| 2008 | Blue Hawaii                             | Movie Soundtrack           |
| 2009 | Standing Room Only                      | Classic Album              |
| 2009 | Dixieland Delight                       | Soundboard Concert         |
| 2009 | The Wonder of You                       | Stereo Concert             |
| 2009 | Jailhouse Rock, Volume 1                | Movie Soundtrack           |
| 2009 | From Sunset to Vegas                    | Studio Outtakes            |
| 2009 | New Haven '76                           | Soundboard Concert         |
| 2009 | Good Times                              | Classic Album              |
| 2010 | A Minnesota Moment                      | Soundboard Concert         |
| 2010 | Elvis Now                               | Classic Album              |
| 2010 | High Sierra - May '74                   | Soundboard Concert         |
| 2010 | Showtime! Birmingham '76/Dallas '76     | Soundboard Concert         |
| 2010 | How Great Thou Art                      | Classic Album              |
| 2010 | King Creole - The Music                 | Book with CD(s)            |
| 2010 | Elvis As Recorded at Boston Garden '71  | Soundboard Concert         |
| 2010 | Elvis (aka The "Fool" Album)            | Classic Album              |
| 2010 | Jailhouse Rock, Volume 2                | Movie Soundtrack           |
| 2010 | Chicago Stadium                         | Soundboard Concert         |
| 2011 | Live in Vegas                           | Stereo Concert             |

## Kislemezek

### 1950-es évek
| Év | Single                                             | Listás helyezések | Listás helyezések | Listás helyezések | RIAA             | Album                  |
| Év | Single                                             | US Hot            | US Country        | US R&B            | RIAA             | Album                  |
| --- | -------------------------------------------------- | ----------------- | ----------------- | ----------------- | ---------------- | ---------------------- |
| 1954 | "That's All Right"                                 | —                 | —                 | —                 | arany            | csak kislemezen        |
| 1954 | "Blue Moon of Kentucky"                            | —                 | —                 | —                 | —                | csak kislemezen        |
| 1954 | "Good Rocking Tonight"                             | —                 | —                 | —                 | arany            | csak kislemezen        |
| 1954 | "I Don't Care if the Sun Don't Shine"              | 74                | —                 | —                 | —                | csak kislemezen        |
| 1954 | "Milk Cow Blues Boogie"                            | —                 | —                 | —                 | —                | csak kislemezen        |
| 1954 | "You're a Heartbreaker"                            | —                 | —                 | —                 | —                | csak kislemezen        |
| 1955 | "Baby Let's Play House"                            | —                 | 5                 | —                 | —                | csak kislemezen        |
| 1955 | "I'm Left, You're Right, She's Gone"               | —                 | flip              | —                 | —                | csak kislemezen        |
| 1955 | "I Forgot to Remember to Forget"                   | —                 | 1                 | —                 | —                | csak kislemezen        |
| 1955 | "Mystery Train"                                    | —                 | 10                | —                 | —                | csak kislemezen        |
| 1955 | "That's All Right" (re-release)                    | —                 | —                 | —                 | —                | csak kislemezen        |
| 1955 | "Blue Moon of Kentucky" (re-release)               | —                 | —                 | —                 | —                | csak kislemezen        |
| 1955 | "Good Rockin' Tonight" (re-release)                | —                 | —                 | —                 | —                | csak kislemezen        |
| 1955 | "I Don't Care If the Sun Don't Shine" (re-release) | —                 | —                 | —                 | —                | csak kislemezen        |
| 1955 | "Milk Cow Blues Boogie" (re-release)               | —                 | —                 | —                 | —                | csak kislemezen        |
| 1955 | "You're a Heartbreaker" (re-release)               | —                 | —                 | —                 | —                | csak kislemezen        |
| 1956 | "Heartbreak Hotel"                                 | 1                 | 1                 | 3                 | 2× Multi-platina | csak kislemezen        |
| 1956 | "I Was the One"                                    | 19                | 8                 | —                 | —                | csak kislemezen        |
| 1956 | "Blue Suede Shoes"                                 | 20                | —                 | —                 | arany            | Elvis Presley          |
| 1956 | "I Want You, I Need You, I Love You"               | 3                 | 1                 | 3                 | platina          | csak kislemezen        |
| 1956 | "My Baby Left Me"                                  | 31                | 13                | —                 | —                | csak kislemezen        |
| 1956 | "Don't Be Cruel" *                                 | 1                 | 1                 | 1                 | 4× Multi-platina | csak kislemezen        |
| 1956 | "Hound Dog" *                                      | 2                 | 1                 | 1                 | 4× Multi-platina | csak kislemezen        |
| 1956 | "Tutti Frutti"                                     | —                 | —                 | —                 | —                | Elvis Presley          |
| 1956 | "I Got A Woman"                                    | —                 | —                 | —                 | —                | Elvis Presley          |
| 1956 | "I'm Counting on You"                              | —                 | —                 | —                 | —                | Elvis Presley          |
| 1956 | "I'll Never Let You Go (Lil' Darlin')"             | —                 | —                 | —                 | —                | Elvis Presley          |
| 1956 | "I'm Gonna Sit Right Down and Cry (Over You)"      | —                 | —                 | —                 | —                | Elvis Presley          |
| 1956 | "I Love You Because"                               | —                 | —                 | —                 | —                | Elvis Presley          |
| 1956 | "Trying to Get To You"                             | —                 | —                 | —                 | —                | Elvis Presley          |
| 1956 | "Just Because"                                     | —                 | —                 | —                 | —                | Elvis Presley          |
| 1956 | "Blue Moon"                                        | —                 | —                 | —                 | —                | Elvis Presley          |
| 1956 | "Money Honey"                                      | 76                | —                 | —                 | —                | Elvis Presley          |
| 1956 | "One-Sided Love Affair"                            | —                 | —                 | —                 | —                | Elvis Presley          |
| 1956 | "Shake, Rattle and Roll"                           | —                 | —                 | —                 | —                | csak kislemezen        |
| 1956 | "Lawdy Miss Clawdy"                                | —                 | —                 | —                 | —                | csak kislemezen        |
| 1956 | "Love Me Tender"                                   | 1                 | 3                 | 3                 | 3× Multi-platina | csak kislemezen        |
| 1956 | "Any Way You Want Me (That's How I Will Be)"       | 27                | flip              | 12                | —                | csak kislemezen        |
| 1956 | "Love Me"                                          | 2                 | 10                | 7                 | —                | Elvis                  |
| 1956 | "When My Blue Moon Turns to arany Again"           | 19                | —                 | —                 | —                | Elvis                  |
| 1956 | "Paralyzed"                                        | 59                | —                 | —                 | —                | Elvis                  |
| 1956 | "Old Shep"                                         | 47                | —                 | —                 | —                | Elvis                  |
| 1956 | "Poor Boy"                                         | 24                | —                 | —                 | —                | csak kislemezen        |
| 1957 | "Too Much"                                         | 2                 | 3                 | 3                 | platina          | csak kislemezen        |
| 1957 | "Playing for Keeps"                                | 34                | 8                 | —                 | —                | csak kislemezen        |
| 1957 | "All Shook Up"                                     | 1                 | 1                 | 1                 | 2× Multi-platina | csak kislemezen        |
| 1957 | "Peace in the Valley"                              | 25                | —                 | —                 | —                | Elvis' Christmas Album |
| 1957 | "That's When Your Heartaches Begin"                | 58                | —                 | —                 | —                | single only            |
| 1957 | "(Let Me Be Your) Teddy Bear"                      | 1                 | 1                 | 1                 | 2× Multi-platina | Loving You             |
| 1957 | "Mean Woman Blues"                                 | —                 | 11                | 11                | —                | Loving You             |
| 1957 | "Loving You"                                       | 28                | 15                | —                 | —                | Loving You             |
| 1957 | "Jailhouse Rock"                                   | 1                 | 1                 | 1                 | 2× Multi-platina | csak kislemezen        |
| 1957 | "Treat Me Nice"                                    | 27                | 11                | —                 | —                | csak kislemezen        |
| 1957 | "(You're So Square) Baby I Don't Care"             | —                 | —                 | 14                | —                | csak kislemezen        |
| 1958 | "Don't"                                            | 1                 | 2                 | 4                 | platina          | csak kislemezen        |
| 1958 | "I Beg of You"                                     | 8                 | 4                 | —                 | —                | csak kislemezen        |
| 1958 | "Wear My Ring Around Your Neck"                    | 3                 | 3                 | 1                 | platina          | csak kislemezen        |
| 1958 | "Doncha' Think It's Time"                          | 21                | flip              | 10                | —                | csak kislemezen        |
| 1958 | "Hard Headed Woman"                                | 2                 | 2                 | 2                 | platina          | King Creole            |
| 1958 | "Don't Ask Me Why"                                 | 28                | flip              | 9                 | —                | King Creole            |
| 1958 | "One Night"                                        | 4                 | 24                | 10                |                  | csak kislemezen        |
| 1958 | "I Got Stung"                                      | 8                 | —                 | —                 | platina          | csak kislemezen        |
| 1959 | "(Now and Then There's) A Fool Such as I"          | 2                 | —                 | 16                | platina          | csak kislemezen        |
| 1959 | "I Need Your Love Tonight"                         | 4                 | —                 | —                 | —                | csak kislemezen        |
| 1959 | "A Big Hunk o' Love"                               | 1                 | —                 | 10                | arany            | csak kislemezen        |
| 1959 | "My Wish Came True"                                | 12                | —                 | 15                | —                | csak kislemezen        |
| A "—" jel azt jelenti, hogy az adott kiadvány vagy nem került fel a listára, vagy nem kapott semmilyen minősítést. |                                                    |                   |                   |                   |                  |                        |
| Note: * "Don't Be Cruel" b/w "Hound Dog" double A-side on post-1965 re-releases.                                   |                                                    |                   |                   |                   |                  |                        |

### 1960-as évek
| Év | Single                                       | Listás helyezések | Listás helyezések | Listás helyezések | Listás helyezések | Listás helyezések | Listás helyezések | RIAA             | Album                           |
| Év | Single                                       | US Hot            | US Country        | US R&B            | US AC             | CA                | CA AC             | RIAA             | Album                           |
| --- | -------------------------------------------- | ----------------- | ----------------- | ----------------- | ----------------- | ----------------- | ----------------- | ---------------- | ------------------------------- |
| 1960 | "Stuck on You"                               | 1                 | 27                | 6                 | —                 | —                 | —                 | platina          | csak kislemezen                 |
| 1960 | "Fame and Fortune"                           | 17                | —                 | —                 | —                 | —                 | —                 | —                | csak kislemezen                 |
| 1960 | "It's Now or Never"                          | 1                 | —                 | —                 | —                 | —                 | —                 | platina          | csak kislemezen                 |
| 1960 | "A Mess of Blues"                            | 32                | —                 | —                 | —                 | —                 | —                 | —                | csak kislemezen                 |
| 1960 | "Are You Lonesome Tonight?"                  | 1                 | 22                | 3                 | —                 | —                 | —                 | 2× Multi-platina | csak kislemezen                 |
| 1960 | "I Gotta Know"                               | 20                | —                 | —                 | —                 | —                 | —                 | —                | csak kislemezen                 |
| 1961 | "Surrender"                                  | 1                 | —                 | —                 | —                 | —                 | —                 | platina          | csak kislemezen                 |
| 1961 | "Lonely Man"                                 | 32                | —                 | —                 | —                 | —                 | —                 | —                | csak kislemezen                 |
| 1961 | "Flaming Star"                               | 14                | —                 | —                 | —                 | —                 | —                 | —                | csak kislemezen                 |
| 1961 | "I Feel So Bad"                              | 5                 | —                 | —                 | —                 | —                 | —                 | arany            | csak kislemezen                 |
| 1961 | "Wild in the Country"                        | 26                | —                 | —                 | —                 | —                 | —                 | —                | csak kislemezen                 |
| 1961 | "(Marie's the Name) His Latest Flame"        | 4                 | —                 | —                 | 2                 | —                 | —                 | arany            | csak kislemezen                 |
| 1961 | "Little Sister"                              | 5                 | —                 | —                 | —                 | —                 | —                 | —                | csak kislemezen                 |
| 1961 | "Can't Help Falling in Love"                 | 2                 | —                 | —                 | 1                 | —                 | —                 | platina          | Blue Hawaii                     |
| 1962 | "Rock-A-Hula Baby"                           | 23                | —                 | —                 | —                 | —                 | —                 | —                | Blue Hawaii                     |
| 1962 | "Good Luck Charm"                            | 1                 | —                 | —                 | —                 | —                 | —                 | platina          | csak kislemezen                 |
| 1962 | "Anything That's Part of You"                | 31                | —                 | —                 | 6                 | —                 | —                 | —                | csak kislemezen                 |
| 1962 | "Follow That Dream"                          | 15                | —                 | —                 | 5                 | —                 | —                 | —                | csak kislemezen                 |
| 1962 | "She's Not You"                              | 5                 | —                 | 13                | 2                 | —                 | —                 | arany            | csak kislemezen                 |
| 1962 | "Just Tell Her Jim Said Hello"               | 55                | —                 | —                 | 14                | —                 | —                 | —                | csak kislemezen                 |
| 1962 | "King of the Whole Wide World"               | 30                | —                 | —                 | —                 | —                 | —                 | —                | csak kislemezen                 |
| 1962 | "Return to Sender"                           | 2                 | —                 | 5                 | —                 | —                 | —                 | platina          | Girls! Girls! Girls!            |
| 1962 | "Where Do You Come From"                     | 99                | —                 | —                 | —                 | —                 | —                 | —                | Girls! Girls! Girls!            |
| 1963 | "One Broken Heart for Sale"                  | 11                | —                 | 21                | —                 | —                 | —                 | arany            | It Happened at the World's Fair |
| 1963 | "They Remind Me Too Much of You"             | 53                | —                 | —                 | —                 | —                 | —                 | —                | It Happened at the World's Fair |
| 1963 | "(You're The) Devil in Disguise"             | 3                 | —                 | —                 | —                 | —                 | —                 | arany            | csak kislemezen                 |
| 1963 | "Please Don't Drag That String Around"       | —                 | —                 | —                 | —                 | —                 | —                 | —                | csak kislemezen                 |
| 1963 | "Bossa Nova Baby"                            | 8                 | —                 | 20                | —                 | —                 | —                 | arany            | Fun in Acapulco                 |
| 1963 | "Witchcraft"                                 | 32                | —                 | —                 | —                 | —                 | —                 | —                | single only                     |
| 1964 | "Kissin' Cousins"                            | 12                | —                 | —                 | —                 | —                 | —                 | arany            | Kissin' Cousins                 |
| 1964 | "It Hurts Me"                                | 29                | —                 | —                 | —                 | —                 | —                 | —                | csak kislemezen                 |
| 1964 | "Kiss Me Quick"                              | 34                | —                 | —                 | —                 | —                 | —                 | —                | csak kislemezen                 |
| 1964 | "Suspicion"                                  | 103               | —                 | —                 | —                 | —                 | —                 | —                | csak kislemezen                 |
| 1964 | "What'd I Say"                               | 21                | —                 | —                 | —                 | —                 | —                 | —                | csak kislemezen                 |
| 1964 | "Viva Las Vegas"                             | 29                | —                 | —                 | —                 | 29                | —                 | arany            | csak kislemezen                 |
| 1964 | "Such a Night"                               | 16                | —                 | —                 | —                 | 14                | —                 | —                | csak kislemezen                 |
| 1964 | "Never Ending"                               | 111               | —                 | —                 | —                 | —                 | —                 | —                | csak kislemezen                 |
| 1964 | "Ask Me"                                     | 12                | —                 | —                 | —                 | —                 | —                 | —                | csak kislemezen                 |
| 1964 | "Ain't That Loving You Baby"                 | 16                | —                 | —                 | —                 | 1                 | —                 | arany            | csak kislemezen                 |
| 1964 | "Blue Christmas"                             | 1                 | —                 | —                 | —                 | —                 | —                 | platina          | csak kislemezen                 |
| 1965 | "Do the Clam"                                | 21                | —                 | —                 | —                 | 10                | —                 | —                | Girl Happy                      |
| 1965 | "You'll Be Gone"                             | 121               | —                 | —                 | —                 | 35                | —                 | —                | Girl Happy                      |
| 1965 | "Crying in the Chapel"                       | 3                 | —                 | —                 | 1                 | 3                 | —                 | platina          | csak kislemezen                 |
| 1965 | "I Believe in the Man in the Sky"            | —                 | —                 | —                 | —                 | —                 | —                 | —                | csak kislemezen                 |
| 1965 | "(Such an) Easy Question"                    | 11                | —                 | —                 | 1                 | 4                 | —                 | —                | csak kislemezen                 |
| 1965 | "It Feels So Right"                          | 55                | —                 | —                 | —                 | —                 | —                 | —                | csak kislemezen                 |
| 1965 | "I'm Yours"                                  | 11                | —                 | —                 | 1                 | 2                 | —                 | arany            | csak kislemezen                 |
| 1965 | "(It's a) Long Lonely Highway"               | 112               | —                 | —                 | —                 | —                 | —                 | —                | Kissin' Cousins                 |
| 1965 | "Puppet on a String"                         | 14                | —                 | —                 | 3                 | 3                 | —                 | arany            | Girl Happy                      |
| 1965 | "Wooden Heart"                               | 107               | —                 | —                 | —                 | —                 | —                 | —                | csak kislemezen                 |
| 1965 | "Santa Claus Is Back in Town"                | —                 | —                 | —                 | —                 | —                 | —                 | —                | csak kislemezen                 |
| 1965 | "Blue Christmas" (re-release)                | —                 | —                 | —                 | —                 | —                 | —                 | —                | csak kislemezen                 |
| 1966 | "Tell Me Why"                                | 33                | —                 | —                 | —                 | 6                 | —                 | arany            | csak kislemezen                 |
| 1966 | "Blue River"                                 | 95                | —                 | —                 | —                 | —                 | —                 | —                | csak kislemezen                 |
| 1966 | "Joshua Fit the Battle"                      | —                 | —                 | —                 | —                 | —                 | —                 | —                | csak kislemezen                 |
| 1966 | "Known Only to Him"                          | —                 | —                 | —                 | —                 | —                 | —                 | —                | csak kislemezen                 |
| 1966 | "Milky White Way"                            | —                 | —                 | —                 | —                 | —                 | —                 | —                | csak kislemezen                 |
| 1966 | "Swing Down Sweet Chariot"                   | —                 | —                 | —                 | —                 | —                 | —                 | —                | csak kislemezen                 |
| 1966 | "Frankie and Johnny"                         | 25                | —                 | —                 | 3                 | 14                | —                 | arany            | Frankie and Johnny              |
| 1966 | "Please Don't Stop Loving Me"                | 45                | —                 | —                 | —                 | —                 | —                 | —                | Frankie and Johnny              |
| 1966 | "Love Letters"                               | 19                | —                 | —                 | 38                | 29                | —                 | —                | csak kislemezen                 |
| 1966 | "Come What May"                              | 109               | —                 | —                 | —                 | —                 | —                 | —                | csak kislemezen                 |
| 1966 | "Spinout"                                    | 40                | —                 | —                 | —                 | 27                | —                 | —                | Spinout                         |
| 1966 | "All That I Am"                              | 41                | —                 | —                 | 9                 | —                 | —                 | —                | csak kislemezen                 |
| 1966 | "If Every Day Was Like Christmas"            | —                 | —                 | —                 | —                 | —                 | —                 | —                | csak kislemezen                 |
| 1967 | "How Would You Like to Be"                   | —                 | —                 | —                 | —                 | —                 | —                 | —                | csak kislemezen                 |
| 1967 | "Indescribably Blue"                         | 33                | —                 | —                 | —                 | —                 | —                 | —                | csak kislemezen                 |
| 1967 | "Fools Fall in Love"                         | 102               | —                 | —                 | —                 | —                 | —                 | —                | csak kislemezen                 |
| 1967 | "Long Legged Girl (with the Short Dress On)" | 63                | —                 | —                 | —                 | —                 | —                 | —                | Double Trouble                  |
| 1967 | "That's Someone You Never Forget"            | 92                | —                 | —                 | —                 | —                 | —                 | —                | csak kislemezen                 |
| 1967 | "There's Always Me"                          | 56                | —                 | —                 | —                 | —                 | —                 | —                | csak kislemezen                 |
| 1967 | "Judy"                                       | 78                | —                 | —                 | —                 | —                 | —                 | —                | csak kislemezen                 |
| 1967 | "Big Boss Man"                               | 38                | —                 | —                 | —                 | —                 | —                 | —                | Clambake                        |
| 1968 | "You Don't Know Me"                          | 44                | —                 | —                 | 34                | —                 | —                 | —                | Clambake                        |
| 1968 | "Guitar Man"                                 | 43                | —                 | —                 | —                 | —                 | —                 | —                | Clambake                        |
| 1968 | "Hi-Heel Sneakers"                           | —                 | —                 | —                 | —                 | —                 | —                 | —                | csak kislemezen                 |
| 1968 | "U.S. Male"                                  | 28                | 55                | —                 | —                 | 10                | —                 | —                | csak kislemezen                 |
| 1968 | "Stay Away"                                  | 67                | —                 | —                 | —                 | —                 | —                 | —                | csak kislemezen                 |
| 1968 | "You'll Never Walk Alone"                    | 90                | —                 | —                 | —                 | 55                | —                 | —                | csak kislemezen                 |
| 1968 | "We Call on Him"                             | 106               | —                 | —                 | —                 | —                 | —                 | —                | csak kislemezen                 |
| 1968 | "Your Time Hasn't Come Yet Baby"             | 71                | 50                | —                 | —                 | —                 | —                 | —                | Speedway                        |
| 1968 | "Let Yourself Go"                            | 72                | —                 | —                 | —                 | 42                | —                 | —                | Speedway                        |
| 1968 | "A Little Less Conversation"                 | 69                | —                 | —                 | —                 | 25                | —                 | —                | Almost in Love                  |
| 1968 | "Almost in Love"                             | 95                | —                 | —                 | —                 | —                 | —                 | —                | Almost in Love                  |
| 1968 | "If I Can Dream"                             | 12                | —                 | —                 | —                 | 6                 | —                 | arany            | Elvis (NBC-TV Special)          |
| 1969 | "Edge of Reality"                            | 112               | —                 | —                 | —                 | —                 | —                 | —                | Almost in Love                  |
| 1969 | "Memories"                                   | 35                | 56                | —                 | 7                 | 15                | 7                 | —                | Elvis (NBC-TV Special)          |
| 1969 | "Charro"                                     | —                 | —                 | —                 | —                 | —                 | —                 | —                | Almost in Love                  |
| 1969 | "His Hand in Mine"                           | —                 | —                 | —                 | —                 | —                 | —                 | —                | csak kislemezen                 |
| 1969 | "How Great Thou Art"                         | 101               | —                 | —                 | —                 | —                 | —                 | —                | csak kislemezen                 |
| 1969 | "In the Ghetto"                              | 3                 | 60                | —                 | 8                 | 2                 | 8                 | platina          | From Elvis in Memphis           |
| 1969 | "Any Day Now"                                | —                 | —                 | —                 | —                 | —                 | —                 | —                | From Elvis in Memphis           |
| 1969 | "Clean Up Your Own Backyard"                 | 35                | 74                | —                 | 37                | 23                | —                 | arany            | Almost in Love                  |
| 1969 | "The Fair Is Moving On"                      | —                 | —                 | —                 | —                 | —                 | —                 | —                | single only                     |
| 1969 | "Suspicious Minds"                           | 1                 | —                 | —                 | 4                 | 1                 | 3                 | platina          | From Memphis to Vegas           |
| 1969 | "You'll Think of Me"                         | —                 | —                 | —                 | —                 | —                 | —                 | —                | From Memphis to Vegas           |
| 1969 | "Don't Cry Daddy"                            | 6                 | 13                | —                 | 3                 | 4                 | 3                 | platina          | single only                     |
| 1969 | "Rubberneckin'"                              | flip              | —                 | —                 | —                 | —                 | —                 | —                | Almost in Love                  |
| A "—" jel azt jelenti, hogy az adott kiadvány vagy nem került fel a listára, vagy nem kapott semmilyen minősítést. |                                              |                   |                   |                   |                   |                   |                   |                  |                                 |

### 1970-es évek
| Év | Single                                | Listás helyezések | Listás helyezések | Listás helyezések | Listás helyezések | Listás helyezések | Listás helyezések | RIAA    | Album                                            |
| Év | Single                                | US Hot            | US Country        | US AC             | CA                | CA Country        | CA AC             | RIAA    | Album                                            |
| --- | ------------------------------------- | ----------------- | ----------------- | ----------------- | ----------------- | ----------------- | ----------------- | ------- | ------------------------------------------------ |
| 1970 | "Kentucky Rain"                       | 16                | 31                | 3                 | 10                | 1                 | 4                 | arany   | single only                                      |
| 1970 | "My Little Friend"                    | —                 | —                 | —                 | —                 | —                 | —                 | —       | Almost in Love                                   |
| 1970 | "The Wonder of You"                   | 9                 | 37                | 1                 | 7                 | 17                | —                 | arany   | On Stage: February 1970                          |
| 1970 | "Mama Liked the Roses"                | flip              | —                 | —                 | —                 | —                 | —                 | —       | Elvis' Christmas Album                           |
| 1970 | "I've Lost You"                       | 32                | 57                | 5                 | 10                | —                 | —                 | arany   | That's the Way It Is                             |
| 1970 | "The Next Step Is Love"               | flip              | flip              | flip              | —                 | —                 | —                 | —       | That's the Way It Is                             |
| 1970 | "You Don't Have to Say You Love Me"   | 11                | 56                | 1                 | 10                | —                 | —                 | arany   | That's the Way It Is                             |
| 1970 | "Patch It Up"                         | flip              | —                 | —                 | —                 | —                 | —                 | —       | That's the Way It Is                             |
| 1970 | "I Really Don't Want to Know"         | 21                | 23                | 2                 | 9                 | —                 | 7                 | arany   | Elvis Country (I'm 10,000 Years Old)             |
| 1970 | "There Goes My Everything"            | flip              | 9                 | flip              | —                 | —                 | —                 | —       | Elvis Country (I'm 10,000 Years Old)             |
| 1971 | "Where Did They Go, Lord"             | flip              | 55                | 18                | 21                | —                 | —                 | —       | csak kislemezen                                  |
| 1971 | "Rags to Riches"                      | 33                | —                 | —                 | —                 | —                 | —                 | —       | csak kislemezen                                  |
| 1971 | "Life"                                | 53                | 34                | 8                 | 41                | —                 | —                 | —       | Love Letters from Elvis                          |
| 1971 | "Only Believe"                        | flip              | —                 | —                 | —                 | —                 | —                 | —       | Love Letters from Elvis                          |
| 1971 | "I'm Leavin'"                         | 36                | —                 | 2                 | 33                | —                 | 33                | —       | single only                                      |
| 1971 | "Heart of Rome"                       | —                 | —                 | —                 | —                 | —                 | —                 | —       | Love Letters from Elvis                          |
| 1971 | "It's Only Love"                      | 51                | —                 | 19                | 46                | —                 | —                 | —       | csak kislemezen                                  |
| 1971 | "The Sound of Your Cry"               | —                 | —                 | flip              | —                 | —                 | —                 | —       | csak kislemezen                                  |
| 1971 | "Merry Christmas Baby"                | —                 | —                 | —                 | —                 | —                 | —                 | —       | Elvis Sings the Wonderful World of Christmas     |
| 1971 | "O Come All Ye Faithful"              | —                 | —                 | —                 | —                 | —                 | —                 |         | Elvis Sings the Wonderful World of Christmas     |
| 1972 | "Until It's Time for You to Go"       | 40                | 68                | 9                 | 37                | —                 | —                 | —       | Elvis Now                                        |
| 1972 | "We Can Make the Morning"             | —                 | —                 | flip              | —                 | —                 | —                 | —       | Elvis Now                                        |
| 1972 | "He Touched Me"                       | —                 | —                 | —                 | —                 | —                 | —                 | —       | He Touched Me                                    |
| 1972 | "Bosom of Abraham"                    | —                 | —                 | —                 | —                 | —                 | —                 | —       | He Touched Me                                    |
| 1972 | "An American Trilogy"                 | 66                | —                 | 31                | —                 | —                 | —                 | —       | Elvis: As Recorded at Madison Square Garden      |
| 1972 | "The First Time Ever I Saw Your Face" | —                 | —                 | —                 | —                 | —                 | —                 | —       | single only                                      |
| 1972 | "Burning Love"                        | 2                 | —                 | flip              | 2                 | 37                | —                 | platina | Burning Love and Hits from His Movies, Volume 2  |
| 1972 | "It's a Matter of Time"               | —                 | 36                | 9                 | —                 | 64                | —                 | —       | Burning Love and Hits from His Movies, Volume 2  |
| 1972 | "Separate Ways"                       | 20                | flip              | 3                 | 27                | —                 | —                 | arany   | Separate Ways                                    |
| 1972 | "Always on My Mind"                   | —                 | 16                | —                 | —                 | 4                 | —                 | —       | Separate Ways                                    |
| 1973 | "Steamroller Blues"                   | 17                | flip              | —                 | 15                | —                 | —                 | —       | Aloha from Hawaii: Via Satellite                 |
| 1973 | "Fool"                                | flip              | 31                | 12                | —                 | 20                | 19                | —       | Elvis ("Fool" album)                             |
| 1973 | "Raised on Rock"                      | 41                | —                 | 27                | 55                | —                 | 60                | —       | Raised on Rock/For Ol' Times Sake                |
| 1973 | "For Ol' Times Sake"                  | flip              | 42                | —                 | —                 | —                 | —                 | —       | Raised on Rock/For Ol' Times Sake                |
| 1974 | "I've Got a Thing About You Baby"     | 39                | 4                 | flip              | 27                | 96                | 7                 | —       | Good Times                                       |
| 1974 | "Take Good Care of Her"               | flip              | flip              | 27                | —                 | —                 | —                 | —       | Good Times                                       |
| 1974 | "If You Talk in Your Sleep"           | 17                | flip              | 6                 | 19                | —                 | —                 | —       | Promised Land                                    |
| 1974 | "Help Me"                             | —                 | 6                 | —                 | —                 | 4                 | —                 | —       | Promised Land                                    |
| 1974 | "Promised Land"                       | 14                | flip              | flip              | 19                | —                 | —                 | —       | Promised Land                                    |
| 1974 | "It's Midnight"                       | —                 | 9                 | 8                 | —                 | 6                 | 10                | —       | Promised Land                                    |
| 1975 | "My Boy"                              | 20                | 14                | 1                 | 21                | 27                | 1                 | —       | Good Times                                       |
| 1975 | "Thinking About You"                  | —                 | —                 | —                 | —                 | —                 | —                 | —       | Promised Land                                    |
| 1975 | "T-R-O-U-B-L-E"                       | 35                | 11                | 42                | 26                | 26                | 49                | —       | Today                                            |
| 1975 | "Mr. Songman"                         | —                 | —                 | —                 | —                 | —                 | —                 | —       | Promised Land                                    |
| 1975 | "Bringing It Back"                    | 65                | —                 | —                 | 91                | —                 | —                 | —       | Today                                            |
| 1975 | "Pieces of My Life"                   | —                 | 33                | —                 | —                 | —                 | —                 | —       | Today                                            |
| 1976 | "Hurt"                                | 28                | 6                 | 7                 | 45                | —                 | 11                | —       | From Elvis Presley Boulevard, Memphis, Tennessee |
| 1976 | "For the Heart"                       | flip              | 45                | —                 | —                 | —                 | —                 | —       | From Elvis Presley Boulevard, Memphis, Tennessee |
| 1976 | "Moody Blue"                          | 31                | 1                 | 2                 | 57                | 3                 | 2                 | —       | Moody Blue                                       |
| 1976 | "She Thinks I Still Care"             | flip              | flip              | —                 | —                 | —                 | —                 | —       | Moody Blue                                       |
| 1977 | "Way Down"                            | 18                | 1                 | 14                | 15                | 1                 | 23                | platina | Moody Blue                                       |
| 1977 | "Pledging My Love"                    | —                 | flip              | —                 | —                 | —                 | —                 | —       | Moody Blue                                       |
| 1977 | "My Way"                              | 22                | 2                 | 6                 | 32                | 1                 | 1                 | arany   | Elvis in Concert                                 |
| 1977 | "America the Beautiful"               | flip              | —                 | —                 | —                 | —                 | —                 | —       | single only                                      |
| 1978 | "Unchained Melody"                    | —                 | 6                 | —                 | —                 | 6                 | —                 | —       | Moody Blue                                       |
| 1978 | "Softly as I Leave You"               | 109               | flip              | —                 | —                 | —                 | —                 | —       | single only                                      |
| A "—" jel azt jelenti, hogy az adott kiadvány vagy nem került fel a listára, vagy nem kapott semmilyen minősítést. |                                       |                   |                   |                   |                   |                   |                   |         |                                                  |

### Posztumusz kislemezek
| Év | Single                                                | Listás helyezések | Listás helyezések | Listás helyezések | Listás helyezések | Listás helyezések | RIAA  | Album                                     |
| Év | Single                                                | US Hot            | US Country        | US AC             | CA                | CA Country        | RIAA  | Album                                     |
| --- | ----------------------------------------------------- | ----------------- | ----------------- | ----------------- | ----------------- | ----------------- | ----- | ----------------------------------------- |
| 1978 | "Puppet on a String"                                  | —                 | 78                | —                 | —                 | —                 | —     | Elvis Sings for Children and Grownups Too |
| 1978 | "(Let Me Be Your) Teddy Bear" (re-release)            | 105               | flip              | —                 | —                 | —                 | —     | Elvis Sings for Children and Grownups Too |
| 1979 | "Are You Sincere"                                     | —                 | 10                | —                 | —                 | 4                 | —     | Our Memories of Elvis                     |
| 1979 | "Solitaire"                                           | —                 | flip              | —                 | —                 | —                 | —     | Our Memories of Elvis                     |
| 1979 | "There's a Honky Tonk Angel (Who'll Take Me Back In)" | —                 | 6                 | —                 | —                 | 3                 | —     | Our Memories of Elvis Volume 2            |
| 1979 | "I Got a Feelin' in My Body"                          | —                 | flip              | —                 | —                 | —                 | —     | Our Memories of Elvis Volume 2            |
| 1981 | "Guitar Man"                                          | 28                | 1                 | 16                | —                 | 1                 | —     | Guitar Man                                |
| 1981 | "Loving Arms"                                         | —                 | 8                 | —                 | —                 | 10                | —     | Guitar Man                                |
| 1981 | "You Asked Me To"                                     | —                 | flip              | —                 | —                 | —                 | —     | Guitar Man                                |
| 1982 | "You'll Never Walk Alone"                             | —                 | 73                | —                 | —                 | —                 | —     | Greatest Hits Volume 1                    |
| 1982 | "There Goes My Everything" (re-release)               | —                 | flip              | —                 | —                 | —                 | —     | Greatest Hits Volume 1                    |
| 1982 | "The Elvis Medley"                                    | 71                | 31                | 31                | 42                | 23                | —     | single only                               |
| 1983 | "I Was the One" (re-release)                          | —                 | 92                | —                 | —                 | —                 | —     | I Was the One                             |
| 1983 | "Wear My Ring Around Your Neck" (re-release)          | —                 | flip              | —                 | —                 | —                 | —     | I Was the One                             |
| 1996 | "Heartbreak Hotel" (re-release)                       | —                 | —                 | —                 | —                 | —                 | —     | Heartbreak Hotel (CD single)              |
| 1998 | "Blue Christmas" (re-release)                         | —                 | 55                | —                 | —                 | —                 | —     | Blue Christmas                            |
| 2002 | "A Little Less Conversation" (JXL remix)              | 50                | —                 | 26                | —                 | —                 | arany | ELV1S: 30 #1 Hits                         |
| 2003 | "Rubberneckin'" (remix)                               | 94                | —                 | —                 | —                 | —                 | —     | ELV1S: 2nd to None                        |
| 2008 | "I'll Be Home for Christmas" (with Carrie Underwood)  | —                 | 54                | 14                | —                 | —                 | —     | Christmas Duets                           |
| 2008 | "Blue Christmas" (with Martina McBride)               | —                 | 36                | 22                | —                 | —                 | —     | Christmas Duets                           |
| A "—" jel azt jelenti, hogy az adott kiadvány vagy nem került fel a listára, vagy nem kapott semmilyen minősítést. |                                                       |                   |                   |                   |                   |                   |       |                                           |

## További információ
- Guralnick, Peter and Jorgensen, Ernst (1999). Elvis: Day By Day - The Definitive Record of His Life and Music. New York: Ballantine Books. ISBN 0-345-42089-6
- Jorgensen, Ernst (1998). Elvis Presley: A Life In Music - The Complete Recording Sessions. New York: St. Martin's Press. ISBN 0-312-18572-3